# Экдаль, Лиса
Ли́са Экдаль (швед. Lisa Ekdahl; род. 29 июля 1971 года, Стокгольм, Швеция) — шведская певица и автор песен, работающая в жанрах поп и джаз.

## Карьера
Выпущенный в феврале 1994 года дебютный альбом и в особенности первый сингл с него, «Vem vet», добились успеха в шведских чартах, будучи проданными тиражом в более чем 800 тыс. копий. В Норвегии и Дании альбом повторил свой успех.
Параллельно карьера Лисы развивалась и за пределами Скандинавии. Вместе с трио Петера Нурдаля она в 1997 году дала ряд джазовых концертов в парижском клубе La Villa, который послужил трамплином для её международного успеха. Вместе с трио Нурдаля она выпустила два джазовых альбома When Did You Leave Heaven и Back to Earth.
В 2001 году вышел альбом Lisa Ekdahl Sings Salvadore Poe, который во Франции стал золотым.
Следующие альбомы Olyckssyster (2004) и Pärlor av glas (2006) продюсировал друг и коллега Лисы Ларс Виннербекк.
Пожив некоторое время в Нью-Йорке, Л. Экдаль вернулась в Стокгольм для записи альбома Give Me That Slow Knowing Smile, состоявшего из девяти песен, написанных ею самой. Он вышел в 2009 году и поступил в продажу в 14 странах.

## Награды
- Rockbjörn — «лучшая исполнительница» (1994)
- Grammis — 1994 (в трёх номинациях)
- Стипендия Уллы Бильквист

## Дискография

### Сольные альбомы
- 1994: Lisa Ekdahl
- 1996: Med kroppen mot jorden
- 1997: Bortom det blå
- 2000: Sings Salvadore Poe
- 2004: Olyckssyster
- 2006: Pärlor av glas
- 2009: Give Me That Slow Knowing Smile
- 2014: Look to Your Own Heart
- 2016: Så mycket bättre - Tolkningarna

### Совместные выступления
- 1995: When Did You Leave Heaven (с трио Петера Нурдаля)
- 1998: Back to Earth (с трио Петера Нурдаля)
- 2001: Kiss & Hug: From a Happy Boy (дуэт с датским исолнителем Lars H.U.G. в песне «Backwards»)
- 2003: Дуэт с Родом Стюартом в песне «Where or When» с его альбома As Time Goes By: The Great American Songbook 2

### Живые выступления
- 2011: At the Olympia Paris

### Сборники
- 2002: Heaven Earth & Beyond
- 2003: En samling sånger